# Jerico Springs
Jerico Springs és una població dels Estats Units a l'estat de Missouri. Segons el cens del 2000 tenia 259 habitants.

## Demografia
Segons el cens del 2000, Jerico Springs tenia 259 habitants, 104 habitatges, i 74 famílies. La densitat de població era de 149,3 habitants per km².
Dels 104 habitatges en un 34,6% hi vivien nens de menys de 18 anys, en un 58,7% hi vivien parelles casades, en un 8,7% dones solteres, i en un 27,9% no eren unitats familiars. En el 26,9% dels habitatges hi vivien persones soles el 12,5% de les quals corresponia a persones de 65 anys o més que vivien soles. El nombre mitjà de persones vivint en cada habitatge era de 2,49 i el nombre mitjà de persones que vivien en cada família era de 2,96.
Per edats la població es repartia de la següent manera: un 29% tenia menys de 18 anys, un 5,4% entre 18 i 24, un 28,2% entre 25 i 44, un 21,2% de 45 a 60 i un 16,2% 65 anys o més.
L'edat mediana era de 36 anys. Per cada 100 dones de 18 o més anys hi havia 97,8 homes.
La renda mediana per habitatge era de 22.188 $ i la renda mediana per família de 30.750 $. Els homes tenien una renda mediana de 30.625 $ mentre que les dones 13.750 $. La renda per capita de la població era d'11.094 $. Entorn del 8% de les famílies i el 12,4% de la població estaven per davall del llindar de pobresa.

## Poblacions més properes
El següent diagrama mostra les poblacions més properes.